# Eglė Šulčiūtė
Eglė Šulčiūtė, coniugata Staknevičienė e , successivamente, Gecevičienė (Kapsukas, 31 agosto 1985), è un'ex cestista e allenatrice di pallacanestro lituana.
Alta 188 cm per 78 kg, giocava come centro.

## Carriera
Con la Lituania ha disputato due edizioni dei Campionati mondiali (2002, 2006) e quattro dei Campionati europei (2005, 2007, 2009, 2011).